# Magenta (Italië)
Magenta is een gemeente in de Italiaanse regio Lombardije, in de metropolitane stad Milaan.
Op 4 juni 1859 vond nabij Magenta de Slag bij Magenta plaats, welke veldslag onderdeel uitmaakte van de Tweede Italiaanse Onafhankelijkheidsoorlog. De kleur magenta, ontdekt in 1859, is vernoemd naar deze veldslag.

## Geboren in Magenta
- Carlo Ponti (1912-2007), filmproducer
- Gianna Beretta Molla (1922-1962), pediater en heilige
- Andrea Noè (1969), wielrenner
- Davide Villella (1991), wielrenner

Abbiategrasso · Albairate · Arconate · Arese · Arluno · Assago · Baranzate · Bareggio · Basiano · Basiglio · Bellinzago Lombardo · Bernate Ticino · Besate · Binasco · Boffalora sopra Ticino · Bollate · Bresso · Bubbiano · Buccinasco · Buscate · Bussero · Busto Garolfo · Calvignasco · Cambiago · Canegrate · Carpiano · Carugate · Casarile · Casorezzo · Cassano d'Adda · Cassina de' Pecchi · Cassinetta di Lugagnano · Castano Primo · Cernusco sul Naviglio · Cerro Maggiore · Cerro al Lambro · Cesano Boscone · Cesate · Cinisello Balsamo · Cisliano · Cologno Monzese · Colturano · Corbetta · Cormano · Cornaredo · Corsico · Cuggiono · Cusago · Cusano Milanino · Dairago · Dresano · Gaggiano · Garbagnate Milanese · Gessate · Gorgonzola · Grezzago · Gudo Visconti · Inveruno · Inzago · Lacchiarella · Lainate · Lengano · Liscate · Locate di Triulzi · Magenta · Magnago · Marcallo con Casone · Masate · Mediglia · Melegnano · Melzo · Mesero · Milaan · Morimondo · Motta Visconti · Nerviano · Nosate · Novate Milanese · Noviglio · Opera · Ossona · Ozzero · Paderno Dugnano · Pantigliate · Parabiago · Paullo · Pero · Peschiera Borromeo · Pessano con Bornago · Pieve Emanuele · Pioltello · Pogliano Milanese · Pozzo d'Adda · Pozzuolo Martesana · Pregnana Milanese · Rescaldina · Rho · Robecchetto con Induno · Robecco sul Naviglio · Rodano · Rosate · Rozzano · San Colombano al Lambro · San Donato Milanese · San Giorgio su Legnano · San Giuliano Milanese · San Vittore Olona · San Zenone al Lambro · Santo Stefano Ticino · Sedriano · Segrate · Senago · Sesto San Giovanni · Settala · Settimo Milanese · Solaro · Trezzano Rosa · Trezzano sul Naviglio · Trezzo sull'Adda · Tribiano · Truccazzano · Turbigo · Vanzaghello · Vanzago · Vaprio d'Adda · Vermezzo · Vernate · Vignate · Villa Cortese · Vimodrone · Vittuone · Vizzolo Predabissi · Zelo Surrigone · Zibido San Giacomo
1. ↑  https://demo.istat.it/?l=it.